# BBC Jazz Awards
BBC Jazz Awards – nagrody muzyczne przyznawane od 2001 do 2008 roku przez brytyjskie stacje radiowe BBC Radio 3 i BBC Radio 2 najlepszym wykonawcom jazzowym. Gospodarzem inauguracyjnej ceremonii wręczania nagród, która odbyła się 1 sierpnia w Londynie, był prezenter telewizyjny Jools Holland, a wśród wręczających nagrody znalazł się między innymi perkusista The Rolling Stones, Charlie Watts.
W lutym 2009 roku BBC Radio 3 poinformowało oficjalnie, iż wycofuje się z organizacji kolejnej edycji BBC Jazz Awards. Jako powód podano, że ani BBC Radio 2 ani BBC Radio 3 nie są „stacjami jazzowymi”, a jazz stanowi margines ich działalności. Jako inne przyczyny wymieniono ogólną presję na budżety obu rozgłośni, a także śmierć w roku 2008 Humphreya Lytteltona, którego programy miały regularnie największą liczbę słuchaczy spośród audycji jazzowych, emitowanych przez BBC.

## Lista laureatów

### 2001
Nagrody przyznano w następujących kategoriach:
- Best Band: Courtney Pine Band
- Rising Star: Alex Wilson
- Best Instrumentalist: Alan Barnes
- Best Vocalist: Norma Winstone
- Best Album (Album of the Year): The Street Above The Underground – Jean Toussaint
- Best New Work: Chris Batchelor
- Jazz Innovation: Iain Ballamy
- Services To Jazz: Pete King (Ronnie Scott's)
- International Award: Clark Terry
- Lifetime Achievement: Humphrey Lyttelton[1][3]

### 2002
- Best Album: Live At Henry's – Brian Kellock Trio
- Best Band: Jazz Jamaica All Stars
- Best Vocalist: Stacey Kent
- Best Instrumentalist: John Surman
- Rising Star: Soweto Kinch
- Best New Work: „Green Man Suite” – John Taylor
- Jazz Innovation: Matt Bourne
- Services to Jazz: Chris Hodgkins
- International Award of the Year: Hugh Masekela
- Jazz Heritage Award: Chris Barber
- Lifetime Achievement 1: Cleo Laine & John Dankworth
- Lifetime Achievement 2: Stan Tracey[4]

### 2003
- Jazz Heritage: The Merseysippi Jazz Band
- Best Vocalist: Claire Martin
- Rising Star: Jamie Cullum
- Best CD: Exile – Gilad Atzmon & The Orient House Ensemble
- Best Instrumentalist: Brian Kellock
- Best New Work: Interrupting Cutler – The Brian Irvine Ensemble
- Jazz Innovation: Byron Wallen
- Services to Jazz: Tony Dudley Evans
- Lifetime Achievement: George Shearing
- International Artist: Esbjörn Svensson Trio
- Best Band: Guy Barker's International Septet[5]

### 2004
- Best Album: The Journey Home – Colin Steele
- Best Band: Soweto Kinch
- Best Vocalist: Ian Shaw
- Best Instrumentalist: Soweto Kinch
- Rising Star: Seb Rochford
- Best New Work: Cheltenham "Jerwood Rising Stars" Commission – Richard Fairhurst
- Jazz Innovation: F-IRE Collective
- Services to Jazz: Jed Williams
- International Award of the Year: Wynton Marsalis
- Jazz Heritage Award: Keith Nichols
- Lifetime Achievement: George Melly[6]

### 2005
- Best Band: Acoustic Ladyland
- Jazz On 3 Innovation: Huw Warren
- Rising Star: Gwilym Simcock
- Best Instrumentalist: Peter King
- Best Vocalist: Liane Carroll
- Radio 3 Jazz Line-up Album: Tony Kofi
- Radio 2 Jazz Artist of the Year: Jamie Cullum
- Best of Jazz Award: Liane Carroll
- Gold Award: Acker Bilk
- Services to Jazz: John Cumming
- Lifetime Achievement: Oscar Peterson[7]

### 2006
- Radio 2 Jazz Artist of the Year: Jools Holland
- Best of Jazz award: Anita Wardell
- Radio 3 Jazz Line-Up award for Best Band: Dennis Rollins' Badbone and Co
- Radio 3 Jazz on 3 award for Innovation or Achievement in New Music: Tim Garland's Lighthouse Project
- Album of the Year: The Lyric (featuring Stacey Kent) – Jim Tomlinson
- Rising Star: Andrew McCormack
- Best Instrumentalist: Alan Barnes
- Best Vocalist: Clare Teal
- Services to Jazz in the UK: Ian Carr
- Lifetime Achievement: Quincy Jones[8]

### 2007
- Radio 3 Jazz Line-Up Best Band: Finn Peters
- Radio 3 Jazz On 3 Innovation: Tom Bancroft
- Rising Star: Simon Spillet
- Best Instrumentalist: Julian Siegel
- Best Vocalist: Ian Shaw
- Album Of The Year: Displaced – Neil Cowley
- Radio 2 Jazz Artist Of The Year: Curtis Stigers
- Radio 2 Heart Of Jazz Award: Martin Taylor
- Services To Jazz: Gary Crosby
- International Award: Madeleine Peyroux
- Lifetime Achievement: Dave Brubeck[9]

### 2008
- Rising Star: Kit Downes
- Best Vocalist: Christine Tobin
- Best Instrumentalist: Tony Kofi
- Album Of The Year: All Is Yes – The Blessing
- Services To Jazz In The UK: Alan Bates
- BBC Radio 3 Jazz Line-Up Best Band: Curios
- BBC Radio 3 Jazz On 3 Innovation: Fraud
- BBC Radio 2 Jazz Artist Of The Year: Humphrey Lyttelton
- BBC Radio 2 Heart Of Jazz: Tommy Smith
- International Award: Charlie Haden
- Lifetime Achievement: Chick Corea i Return to Forever
- Gold Award: John Dankworth i Cleo Laine[10]